# 가사하라 도쿠시
가사하라 도쿠시(일본어: 笠原 十九司, 1944년~)은 일본의 역사가이다. 쓰루 문과대학 교수로 지내고 있으며 중국 현대사 분야에 종사하고 있다.

## 생애
일본 군마현에서 태어났다. 군마 현립 마에바 고등학교, 도쿄 교육대학교 졸업했다. 이후 도쿄 교육대학교 대학원에 진학했으나 석사 과정 중퇴했고, 우쓰노미야 대학교 교육학부 교수를 거쳐 현재 츠루 문과 대학교 교수로 지내고 있다.
중일전쟁 당시 일본군이 중국 민간인들 대상으로 대량학살 저지른 난징 대학살을 인정하는 대표적인 '인정파' 학자다. 이때문에 난징대학살 부정파 세력들 및 극우세력들로부터 곤혹을 당하기도 했었다.

## 참고자료
- 문화방송 다큐멘터리, 세계를 뒤흔든 순간-난징대학살 편(제2부)
- "日 왜곡교과서 56개항 오류"